# Åsjön (Örby socken, Västergötland)
Åsjön är en sjö i Marks kommun i Västergötland och ingår i Viskans huvudavrinningsområde.